# 宋欣
宋欣（1963年—），汉族，中华人民共和国政治人物、第十一届全国政协委员。
加入中国共产党，担任中国航天科工集团公司飞航技术研究院（第三研究院）院长、党委委员。2008年，当选第十一届全国政协委员，代表中华全国总工会，分入第十七组。。
2013年1月，任中国航天科工集团有限公司副总经理、党组成员。
2018年9月，中国机械工业集团有限公司董事、党委副书记。
2021年6月26日，国机集团召开庆祝中国共产党成立100周年大会，国机集团党委副书记宋欣缺席会议。同时，国机集团官网中“集团高管”一栏中，宋欣的职务不再显示党委副书记，仅显示董事。
2016年3月中國兩會舉行期間，香港蘋果日報引述《科技日报》记者张盖伦在报道中回忆，指宋欣在两会上发言公开對他的發問指责说：“有些媒体，比如你，科技日报的是吧，抓着一些负面问题不放。涉及军工企业的，不能随便写。你要还想吃这碗饭，你就注意点。我已经记下了你的记者证号，小心相关部门把你抓起来！”。